# Zalediejewo (Kraj Krasnojarski)
Zalediejewo (ros. Заледеево) – wieś (sieło) w Rosji, w Kraju Krasnojarskim, w rejonie kieżemskim. W 2010 liczyła 1167 mieszkańców.